# West Rainton
West Rainton è un villaggio e parrocchia civile dell'Inghilterra, appartenente alla contea del Durham.